# Михалёво (Белозерский район)
Михалёво — деревня в Белозерском районе Вологодской области.
Входит в состав Панинского сельского поселения, с точки зрения административно-территориального деления — в Панинский сельсовет.
В деревне был колхоз «Доброволец». Осенью жители деревни отмечали Ильин день и Соловецких святых.
Расположена на юго-восточном берегу Ухтомьярского озера. Расстояние по автодороге до районного центра Белозерска составляет 65 км, до центра муниципального образования деревни Панинская — 14 км. Ближайшие населённые пункты — Анашкино, Домнино, Юрино.
Население по данным переписи 2002 года — 12 человек.